# Col·legi Oficial de Metges de Girona
El Col·legi Oficial de Metges de Girona és una associació professional que va néixer el 1894 a Girona en forma de sindicat, com a Sindicat de Metges Gironí. Quatre anys més tard, com a conseqüència de la instauració obligatòria de la col·legiació mèdica, el 18 de juliol de 1898, va tenir lloc a Girona la Reunió General Extraordinària del Sindicat de Metges Gironí que va passar a anomenar-se Col·legi Oficial de Metges de Girona.
Pertanyen, obligatòriament, al COMG tots els llicenciats en Medicina que exerceixen dins l'àmbit territorial de les comarques gironines, en qualsevol de les seves modalitats, ja sigui de forma independent o bé al servei de les diferents administracions públiques existents, o d'institucions dependents d'aquestes o de qualsevol altra entitat pública o privada.
Amb uns 3.000 metges col·legiats, la finalitat del COMG és defensar la professió mèdica i contribuir a la millora de la salut de la ciutadania, a través de 4 branques: prestigiar la figura del metge, representar el col·lectiu, servir el col·legiat i donar suport a projectes mèdics i científics.

## Història
El Col·legi Oficial de Metges de Girona neix, el segle xix, com a sindicat com a conseqüència dels deutes que els particulars tenien amb els metges que, moltes vegades no cobraven. La morositat o la inhibició dels ajuntaments per subvencionar l'assistència als pobres de la població, les relacions no sempre fàcils entre els metges i, finalment, la necessitat de constituir algun tipus d'ajuda mútua o societat de socors, també van impulsar el naixement del sindicat.
El doctor Josep Pascual i Prats va ser el primer president. Nasqué a Girona l'any 1854, en una època plena de vicissituds, sobretot polítiques. Va viure la regència d'Isabel II, la revolta coneguda amb el nom de la Gloriosa, el regnat d'Amadeu I, i la República, la darrera guerra carlista, la Restauració d'Alfons XII, les guerres colonials i els pronunciaments, entre altres fets històrics.
Cap el 1894, el Dr. Pascual i Prats va començar a canalitzar tots els sentiments de defensa contra les dificultats que s'havien anat presentant en la pràctica de la professió mèdica gironina. Aquest estat d'opinió cristal·litzà en la reunió prèvia a la constitució del Sindicat de metges. Pascual i Prats fou l'ànima en la redacció dels estatuts, en la seva explicació i en la defensa de cada article. Tot i això, el doctor Josep Ametller va ser escollit president del sindicat, atès el seu prestigi i la seva edat, mentre que la vicepresidència va recaure en el doctor Pascual i Prats.
Juntament amb el naixement del sindicat de metges, neix el Butlletí, impulsat per mateix Pascual i Prats. Una revista mèdica mensual que es va crear per ser el nexe d'unió entre tots els associats escampats arreu de la geografia gironina. Pascual i Prats en fou el director, l'administrador i, en la majoria de casos, el principal redactor. El primer Butlletí es va publicar el gener de 1896. El 1922 va ser el primer any de la publicació del Butlletí en català.
De l'any 1900 hi ha informes de la marxa satisfactòria del Col·legi i el mes de juny de 1921 se celebrava a Girona el IV Congrés de Metges de la Llengua Catalana. Durant la Guerra Civil, el col·lectiu mèdic va patir, com el conjunt de la societat, el rigor repressiu de l'època. Alguns metges van ser detinguts i empresonats, d'altres, fins i tot afusellats.
Paral·lelament, el col·lectiu mèdic ha crescut i s'ha femeninitzat notablement fins a estar format per més del 50% de metgesses. La primera dona col·legiada a Girona va ser la Dra. Cecília Marín i Gratacós, l'any 1929.